# Lorenz Pasch der Ältere
Lorenz Pasch der Ältere (* vermutlich im März 1702 in Stockholm; † 27. April 1766 ebenda) war ein schwedischer Porträtmaler.

## Bilder

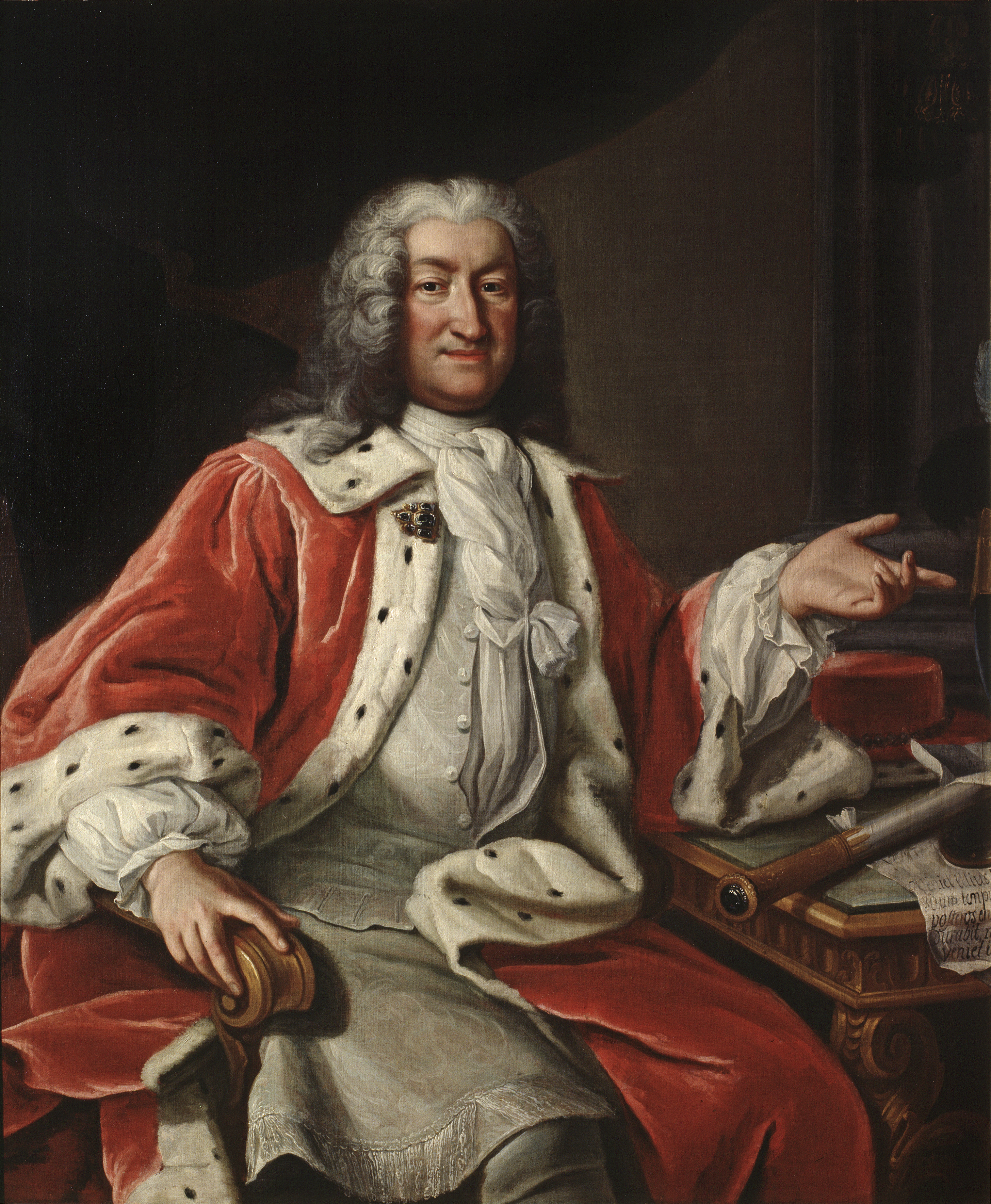
Porträt von Arvid Horn
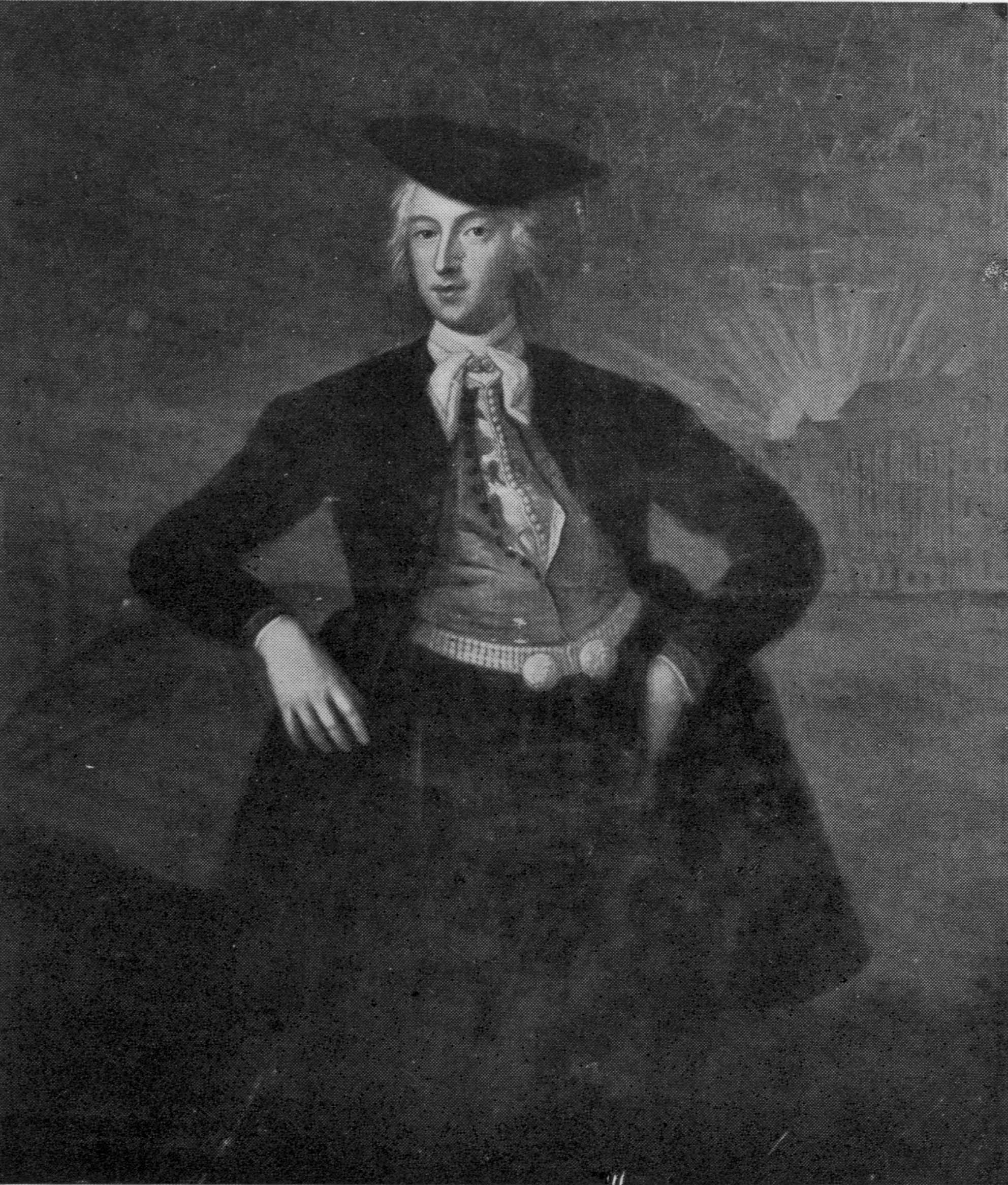
Porträt des Admirals Carl Tersmeden